# Admiralski otoki
Admiralski otoki (angleško Admiralty Islands) so skupina 40 otokov v Bismarckovem otočju, v jugozahodnem delu Tihega oceana, spadajo pa pod Papuo Novo Gvinejo. Njihova površina je 2100km2, leta 1990 pa je štelo 33 000 prebivalcev. Največji otok v otočju je Manus, ki meri 1639km2, ostalo so majhni koralni otoki. Prebivalci so Melanezijci. Glavni gospodarski panogi sta poljedelstvo in ribištvo. Med letoma 1884 in 1919 je bilo del nemškega protektorata, nato pod avstralsko upravo, od leta 1975 pa je del Papue Nove Gvineje.